# Бродецкое (Винницкая область)
Броде́цкое (укр. Бродецьке) — посёлок в Хмельникском районе Винницкой области Украины.

## История
Являлось селом Махновской волости Бердичевского уезда Киевской губернии Российской империи.
В ходе Великой Отечественной войны с 16 июля 1941 до 8 января 1944 года село было оккупировано немецко-румынскими войсками.
В 1957 году здесь был построен завод железобетонных изделий.
В мае 1995 года Кабинет министров Украины утвердил решение о приватизации находившегося здесь завода железобетонных изделий, в июле 1995 года было утверждено решение о приватизации сахарного завода и обеспечивавшего его сырьём свеклосовхоза.

## Население
В 1900 году здесь насчитывалось 1173 жителя и 167 домов, действовали паровая мельница, водяная мельница, церковно-приходская школа, церковь и часовня.
В январе 1989 года численность населения составляла 2727 человек.
По состоянию на 1 января 2013 года численность населения составляла 2299 человек.

## Религия
В посёлке действует храм Покрова Пресвятой Богородицы Казатинского благочиния Винницкой епархии Украинской православной церкви.